# Hugo Alfvénpriset
Hugo Alfvénpriset var ett musikpris som delades ut av Hugo Alfvénstiftelsen som är en nämnd inom Kungliga Musikaliska Akademien mellan 1974 och 2007. Priset var 2007 på 100 000 kr och en guldmedalj.
Därefter har medaljen endast delats ut sporadiskt. Mottagare av minnesmedaljen i guld efter 2007 är
- 2015 Anders Lian
- 2022 Sångsällskapet Orphei Drängar, Gunnar Ternhag
- 2023 Patrik Ringborg, Tobias Ringborg, Tobias Lund

## Pristagare
- 1974 – Lars Edlund
- 1975 – Jan Carlstedt
- 1976 – Stig Westerberg
- 1977 – Eric Ericson
- 1978 – Gunnar Hahn
- 1979 – Lennart Hedwall
- 1980 – Agne Bäckström och Anton Lööw
- 1981 – Erland von Koch
- 1982 – Lars Fresk
- 1983 – Jan Ling
- 1984 – Edith Westergaard
- 1985 – Norman Luboff
- 1986 – Lars-Erik Larsson
- 1987 – Nils Lindberg
- 1988 – Robert Sund
- 1989 – Hanser Lina Göransson
- 1990 – Sven-Eric Johanson
- 1991 – Neeme Järvi
- 1992 – Torbjörn Iwan Lundquist
- 1993 – Ingvar Lidholm
- 1994 – Gustaf Sjökvist
- 1995 – Lars Johan Werle
- 1996 – Ingemar Månsson
- 1997 – Hans Eklund
- 1998 – Nils-Erik Sparf
- 1999 – Maurice Karkoff
- 2000 – Ole Hjorth och Pelle Jakobsson
- 2001 – Sven-David Sandström
- 2002 – Jevgenij Svetlanov
- 2003 – Gunnar Bucht
- 2004 – Margareta Hallin
- 2005 – Georg Riedel
- 2006 – ej utdelat
- 2007 – Karin Rehnqvist[1]